# Nyota Radio Télévision
Nyota Radio Télévision (appelé communément Nyota TV et Nyota FM) est une chaîne de télévision commerciale privée émettant de Lubumbashi, dans la province du Katanga.
Ses slogans sont :
- « La chaîne la plus proche de vous » 
- « La chaîne qui fait du sport réellement son affaire »